# ألفرد كورنيليوس هاولاند
ألفرد كورنيليوس هاولاند (بالإنجليزية: Alfred Cornelius Howland)‏ هو رسام أمريكي، ولد في 12 فبراير 1838 في ولبوول في الولايات المتحدة، وتوفي في 17 مارس 1909 في باسادينا في الولايات المتحدة.